# Tobias Christensen
Tobias Christensen (Kristiansand, 11 maggio 2000) è un calciatore norvegese, centrocampista del Rapid Bucarest.

## Carriera

### Club
Christensen è cresciuto nelle giovanili del Vigør. Il 25 marzo 2015 ha esordito in prima squadra, in occasione della vittoria per 1-2 sul campo del Mandalskameratene nel primo turno di qualificazione al Norgesmesterskapet. Il 5 maggio successivo ha trovato il primo gol, in 3. divisjon, nella vittoria per 2-1 sull'Odd 3.
Il 29 luglio 2015 è stato ingaggiato ufficialmente dallo Start, che lo ha aggregato alle proprie giovanili. Ha effettuato il proprio debutto in prima squadra il 2 aprile 2017, schierato titolare nel pareggio casalingo per 2-2 contro il Fredrikstad. Il 1º ottobre successivo ha trovato la prima rete in 1. divisjon, nella vittoria per 1-2 sullo Strømmen. In quella stessa annata, lo Start ha centrato la promozione in Eliteserien.
Tra dicembre 2017 e gennaio 2018, Christensen ha sostenuto un periodo di prova con il Monaco, che non ha portato ad un suo trasferimento.
L'11 marzo 2018 ha pertanto debuttato nella massima divisione norvegese, schierato titolare nella vittoria per 4-1 sul Tromsø. Il 14 aprile ha realizzato la prima rete, nella sconfitta casalinga per 1-6 contro il Vålerenga. Al termine del campionato, lo Start è retrocesso in 1. divisjon.
Il 10 agosto 2019, il Molde ha ufficializzato l'ingaggio di Christensen, che si è legato al nuovo club con un contratto triennale. Il 25 agosto ha giocato la prima partita con questa maglia, sostituendo Magnus Wolff Eikrem nel 2-2 casalingo contro l'Odd.
Il 4 marzo 2021, Christensen è passato a titolo definitivo al Vålerenga: ha firmato un contratto quadriennale con il nuovo club.
Il 3 gennaio 2023, Christensen si è trasferito ufficialmente agli ungheresi del MOL Fehérvár.

### Nazionale
Christensen ha fatto parte della Norvegia under 20 che ha partecipato al mondiale 2019, in cui la squadra è stata eliminata al termine della fase a gironi.
Il 6 settembre 2019 ha debuttato nella Norvegia under 21, subentrando ad Håkon Evjen nella vittoria per 2-1 contro Cipro, in amichevole.
Il 31 maggio 2023 è stato incluso tra i convocati del commissario tecnico Leif Gunnar Smerud in vista dell'imminente campionato europeo Under-21.

## Statistiche

### Presenze e reti nei club
Statistiche aggiornate al 2 luglio 2025.
| Stagione         | Club             | Campionato       | Campionato | Campionato | Coppe nazionali | Coppe nazionali | Coppe nazionali | Coppe continentali | Coppe continentali | Coppe continentali | Supercoppe | Supercoppe | Supercoppe | Totale | Totale |
| Stagione         | Club             | Comp             | Pres       | Reti       | Comp            | Pres            | Reti            | Comp               | Pres               | Reti               | Comp       | Pres       | Reti       | Pres   | Reti   |
| ---------------- | ---------------- | ---------------- | ---------- | ---------- | --------------- | --------------- | --------------- | ------------------ | ------------------ | ------------------ | ---------- | ---------- | ---------- | ------ | ------ |
| gen.-lug. 2015   | Vigør            | 3D               | 8          | 1          | CN              | 2               | 0               | -                  | -                  | -                  | -          | -          | -          | 10     | 1      |
| 2017             | Start            | 1D               | 23         | 1          | CN              | 2               | 1               | -                  | -                  | -                  | -          | -          | -          | 25     | 2      |
| 2018             | Start            | ES               | 25         | 1          | CN              | 5               | 1               | -                  | -                  | -                  | -          | -          | -          | 30     | 2      |
| gen.-ago. 2019   | Start            | 1D               | 15         | 5          | CN              | 1               | 0               | -                  | -                  | -                  | -          | -          | -          | 16     | 5      |
| Totale Start     | Totale Start     | Totale Start     | 63         | 7          |                 | 8               | 2               |                    | -                  | -                  |            | -          | -          | 71     | 9      |
| ago.-dic. 2019   | Molde            | ES               | 6          | 1          | CN              | -               | -               | UEL                | -                  | -                  | -          | -          | -          | 6      | 1      |
| 2020             | Molde            | ES               | 20         | 1          | -               | -               | -               | UCL+UEL            | 3+2                | 0                  | -          | -          | -          | 25     | 1      |
| Totale Molde     | Totale Molde     | Totale Molde     | 26         | 2          |                 | 0               | 0               |                    | 5                  | 0                  |            | -          | -          | 31     | 2      |
| 2021             | Vålerenga        | ES               | 30         | 3          | CN              | 2               | 2               | UECL               | 2                  | 0                  | -          | -          | -          | 34     | 5      |
| 2022             | Vålerenga        | ES               | 28         | 2          | CN              | 3               | 0               | -                  | -                  | -                  | -          | -          | -          | 31     | 2      |
| Totale Vålerenga | Totale Vålerenga | Totale Vålerenga | 58         | 5          |                 | 5               | 2               |                    | 2                  | 0                  |            | -          | -          | 65     | 7      |
| 2022             | Vålerenga 2      | 2D               | 4          | 3          | -               | -               | -               | -                  | -                  | -                  | -          | -          | -          | 4      | 3      |
| gen.-giu. 2023   | Fehérvár         | NB1              | 14         | 0          | CU              | 0               | 0               | -                  | -                  | -                  | -          | -          | -          | 14     | 0      |
| 2023-2024        | Fehérvár         | NB1              | 32         | 9          | CU              | 1               | 0               |                    |                    |                    |            |            |            | 33     | 9      |
| lug.-set. 2024   | Fehérvár         | NB1              | 6          | 0          | CU              | 0               | 0               | UECL               | 4                  | 1                  |            |            |            | 10     | 1      |
| Totale Fehérvár  | Totale Fehérvár  | Totale Fehérvár  | 52         | 9          |                 | 1               | 0               |                    | 4                  | 1                  |            | -          | -          | 57     | 10     |
| set. 2024-2025   | Rapid Bucarest   | L1               | 31         | 3          | CR              | 3               | 0               | -                  | -                  | -                  | -          | -          | -          | 34     | 3      |
| 2025-2026        | Rapid Bucarest   | L1               | 0          | 0          | CR              | 0               | 0               | -                  | -                  | -                  | -          | -          | -          | 0      | 0      |
| Totale carriera  | Totale carriera  | Totale carriera  | 242        | 30         |                 | 19              | 4               |                    | 11                 | 1                  |            | -          | -          | 272    | 35     |

## Palmarès

### Club

#### Competizioni nazionali
- Campionato norvegese: 1

Molde: 2019